# نيل كاميرون
نيل كاميرون هو سياسي كندي، ولد في 19 نوفمبر 1938 في ويبرن في كندا. حزبياً، نشط في حزب المساواة ‏. وقد انتخب عضو الجمعية الوطنية في كيبك ‏.